# Jozias Jacob Leys
Jozias Jacob Leys/Leijs (Aardenburg, 16 april 1868 – Amsterdam, 22 april 1926) was een Nederlands onderwijzer, bestuurder en politicus.
Hij werd geboren als zoon van Adriaan Zomer Leijs (1837-1928, winkelier) en Maria de Bert (1837-1924). Hij begon zijn carrière in 1888 als onderwijzer. In 1909 werd hij directeur van de Groen van Prinsterer-kweekschool in Doetinchem en in 1914 volgde zijn benoeming tot hoofd van het Landbouwonderwijs in Suriname. 
Daarnaast was Leys actief in de politiek. Hij werd in 1920 bij tussentijdse verkiezingen verkozen tot lid van de Koloniale Staten. Bij de verkiezingen van 1922 behaalde hij onvoldoende stemmen om Statenlid te kunnen blijven.
In 1923 verliet hij Suriname en na een reis door Canada en de VS keerde hij terug naar Nederland. Vervolgens werd hij onderwijzer bij de Koningin Emmaschool in Amsterdam.
Leys overleed in 1926 op 58-jarige leeftijd.